# Wheeling (stunt)
Pour les articles homonymes, voir Wheeling.

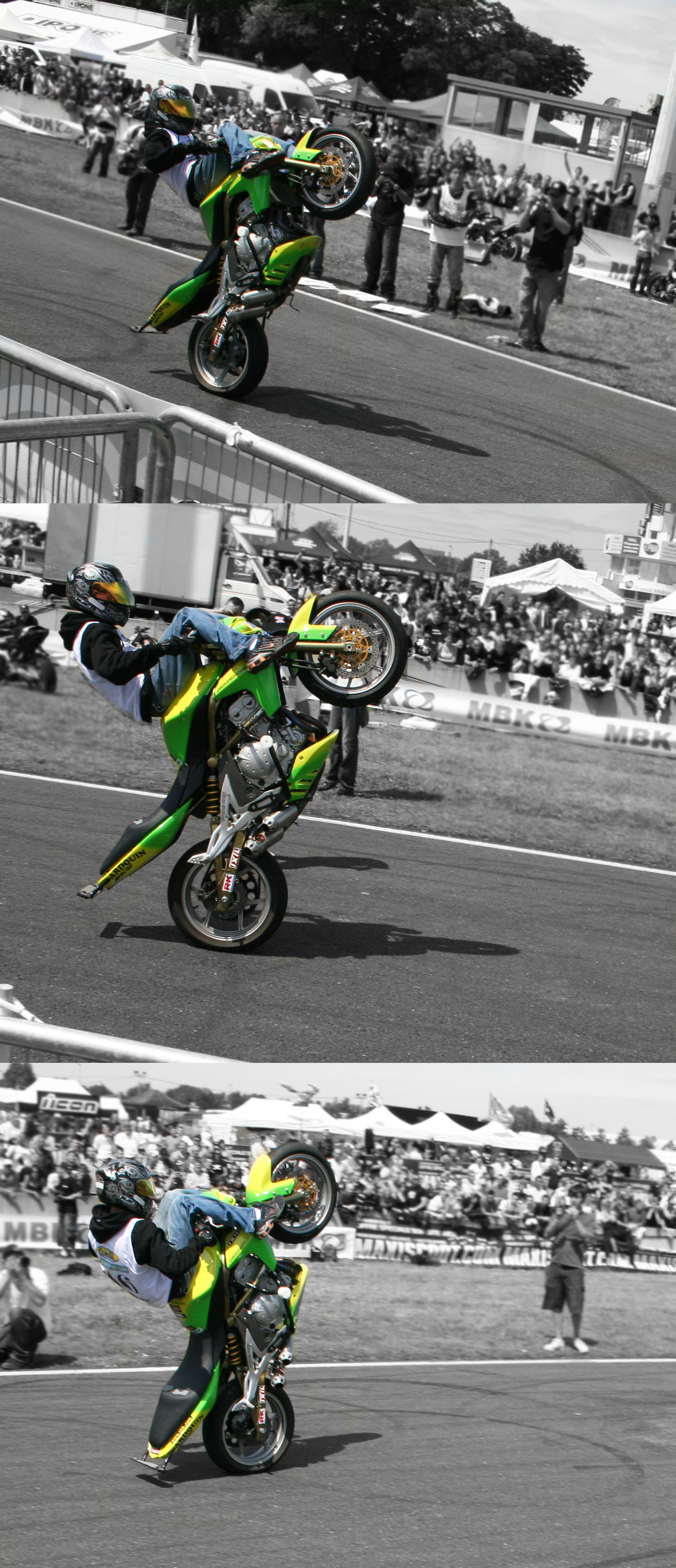
Wheeling Fenwick, lors du Stunt Bike Show, en juin 2007, au circuit Carole.

Le wheeling ou roue arrière, est une figure de stunt (cascade) qui se pratique généralement avec une moto puissante. Il consiste à rouler sur la roue arrière en exécutant ou non des figures.
Le wheeling peut se pratiquer avec un deux-roues (vélo ou scooter par exemple), avec certains véhicules à quatre roues (quad, monster truck) ou un waveboard.
Il existe deux variantes :
- le wheeling 180 : consiste à faire un wheeling qui se termine par un demi-tour ;
- le wheeling 360 : consiste à faire un wheeling qui se termine par un tour complet.

## Méthode
Le wheeling ne peut se pratiquer que sur un site isolé, non fréquenté, car cette figure est trop dangereuse sur la voie publique où un piéton ou un animal pourrait venir à traverser.
Il existe deux façons de pratiquer un wheeling :
1. Se positionner sur le premier rapport sur une machine de moins de 750 cm3, sur le deuxième rapport avec une machine plus puissante, accélérer jusqu'au régime moteur de puissance maximale, puis couper brutalement les gaz et les remettre aussitôt. La moto va se cabrer. Il est préférable de laisser un pied sur le frein arrière si le wheeling est trop violent pour pouvoir reposer la roue avant au sol ;
2. Utiliser l'embrayage pour cabrer la moto[3], en première ou en deuxième, débrayer, monter jusqu'au régime de puissance maximale et relâcher l'embrayage brutalement. La moto va violemment se cabrer. Cette seconde technique, appelée la « cirette », requiert plus d'expérience que la première.

Une fois le wheeling lancé, trouver le point d'équilibre et essayer de le maintenir, en jouant avec l'accélérateur et le frein arrière (cela requiert un certain entraînement).
Le plus souvent, un wheeling poussé fortement vers l'arrière nécessite une barre de curling permettant un appui.

## Variantes
D'autres figures sont possibles sur la roue arrière :
- Albatros ;
- Amazone ;
- Front fender grab ;
- Superman ;
- Cobra ;
- Skater ;
- Cancan ;
- Nacnac ;
- One hand ;
- No hand ;
- No hand assis ;
- No foot ;
- Seat stander ;
- Flamingo ;
- Candy bar ;
- Fenwick (cf. photos de droite) ;
- Fenwick one hand ;
- Fenwick circle ;
- 12 O'Clock ;
- Superman ;
- Curl ;
- Captain america ;
- Clock tower ;
- Touch touch ;
- Touch touch circle ;
- Serpillère ;
- Frog ;
- Strangler ;
- Merk walk.